# یورن ریشل
یورن ریشل (دانمارکی: Jørgen Rischel؛ تلفظ دانمارکی: [jɶɐ̯n̩ ˈʁiɕl̩]؛ ۱۰ اوت ۱۹۳۴ – ۱۰ مهٔ ۲۰۰۷) یک زبان‌شناس اهل دانمارک بود.
او دانش‌آموختهٔ دانشگاه کپنهاگ بود و آثار و پژوهش‌های گسترده‌ای در زمینهٔ آواشناسی، واج‌شناسی، فرهنگ‌نویسی و مستندسازی زبان‌های در معرض نابودی داشت.

## بیشتر بخوانید
- Rischel, Jørgen (2009).  Grønnum, Nina; Gregersen, Frans; Basbøll, Hans (eds.). Sound Structure in Language. Oxford: Oxford University Press. ISBN 978-0-19-954434-9.
  - Collection of twenty of Rischel's papers, which includes a biographical sketch (صص. ix–xv

) and complete list of works (صص. 441–456
).